# 教我如何不愛他
〈教我如何不愛他〉是香港歌手許志安和葉德嫻合唱的粵語歌曲，由雷頌德作曲、黃尚偉編曲、林夕填詞，收錄於許志安1999年的個人專輯《真心真意》，另有許志安獨唱的版本〈如何可以不愛她〉，分別由雷頌德和林夕重新編曲及填詞。

## 背景
葉德嫻其時已半退出樂壇多年，只間中以客串形式唱新歌，再上一首是1996年為保釣運動籌款的〈釣魚台戰歌〉（與張東源合唱）。
〈教我如何不愛他〉屬於情歌，但詞人林夕說以二人在愛情路上同病相憐為切入點，來減少其年紀的差距所帶來的尷尬。負責作曲的雷頌德後來與許志安受訪時（2013年）表示，他在寫給後者的歌曲中最喜歡此曲，因為「對他（雷）來說是一次突破」，而且很耐聽。曲編詞的工作完成後，二人分開錄音，葉德嫻先錄。

## 其他製作人員
- 貝斯：何俊傑、結他：谷中仁、鍵琴：黃尚偉、弦樂：Tulloch Sound
- 錄音、混音：Gara Siu

## 發行和宣傳
歌曲隨專輯《真心真意》於1月底面世，其後派台，成績不俗，在香港電台年末發表的中文歌曲龍虎榜播放率排行榜中列席第二；由於葉德嫻主演的亞洲電視連續劇《縱橫四海》正在播放，雖然許志安是無綫電視的合約歌手，歌曲仍無法通過無綫宣傳。許志安後來透露歌曲在無綫拿不到獎項也是這個原因。
1999年7月，在《真心真意許志安'99演唱會》上，二人首度公開演唱此曲。

## 評價
外界對之褒貶不一。有論者對兩位年紀差了一輩的歌手在這首情歌中的角色定位感到疑惑，認為這個配搭格格不入；亦有人持相反意見，如星島日報專欄作家彭智文樂見唱功優秀的葉德嫻復出，前輩與後輩合唱是唱片公司的新嘗試。唱片鑑賞人Muzikland認為葉德嫻的表現「老練」，雖與許志安在主歌唱同一旋律，拍子、拖音、斷句、感情運用等卻截然不同。

## 獎項
- 第22屆十大中文金曲頒獎音樂會：十大中文金曲獎[15]

- 2000年度CASH最廣泛演出金帆獎：最廣泛演出獎（電台及電視台粵語流行歌曲）[16]